# Chusquea decolorata
Chusquea decolorata là một loài thực vật có hoa trong họ Hòa thảo. Loài này được Munro ex L.G.Clark mô tả khoa học đầu tiên năm 2004.